# دیوید مدن
دیوید مدن (انگلیسی: David Madden؛ زادهٔ ۲۵ ژوئیهٔ ۱۹۵۵) تهیه‌کننده فیلم، کارگردان فیلم، تهیه‌کننده و فیلم‌نامه‌نویس اهل ایالات متحده آمریکا است.
از فیلم‌هایی که وی در آن‌ها نقش داشته‌است، می‌توان به نزاع هارلن کانتی و آخرین رقص را نگه دار اشاره نمود.